# Xi'an Y-20
O Xi'an Y-20 ( chinês :运-20 ; pinyin : Yùn-20 ; lit. 'transport-20') é uma grande aeronave de transporte militar desenvolvido pela Xi'an Aircraft Industrial Corporation.

## Desenvolvimento
O Y-20 usa componentes feitos de materiais compostos.  Os compósitos agora são produzidos na China, enquanto no passado tinham que ser importados.  A cabine do Y-20 incorpora compostos retardadores de chama desenvolvidos pelo Instituto 703 da Corporação de Ciência e Tecnologia Aeroespacial da China (CASC). O Instituto 703 foi criado em março de 2009 com desenvolvimento em três anos. O desempenho dos compósitos é comparável àqueles que atendem à FAR Part 25.835. O Instituto 703 alcançou outro marco ao estabelecer um sistema chinês abrangente de avaliação e certificação para materiais compósitos de aeronaves com base em padrões internacionais. 
O Y-20 é o primeiro avião de carga a usar a tecnologia de impressão 3D para acelerar seu desenvolvimento e reduzir seu custo de fabricação. [carece de fontes?] A definição baseada em modelo (MBD) também é usada, e é a terceira aeronave a utilizar a tecnologia MBD no mundo, depois do Airbus A380 (2000) e do Boeing 787 (2005).  Uma equipe de projeto para implementação do MBD para o programa Y-20 foi formalmente formada em outubro de 2009, e após o sucesso inicial na aplicação no trem de pouso principal, a aplicação do MBD foi expandida para toda a aeronave e tornou-se obrigatória para todos os contratados e subcontratados do programa Y-20. A implementação do MBD foi inicialmente recebida com forte resistência, com apenas um terço dos fornecedores concordando em implementar o MBD. No entanto, o designer geral do Y-20 declarou que aqueles que se recusaram a implementar o MBD serão proibidos de participar do programa Y-20, obrigando todos a cumprir, resultando em aumentos de produtividade.  A implementação do MBD reduziu bastante o tempo necessário, por exemplo, sem MBD, a instalação das asas leva um mês ou dois, mas com o MBD adotado, o tempo é drasticamente reduzido para apenas algumas horas e, em geral, o projeto trabalho reduzido em 40%, preparação para produção reduzida em 75% e ciclo de fabricação reduzido em 30%. [carece de fontes?]
Além da impressão 3D, o Y-20 também é a primeira aeronave na China a adotar a tecnologia de design associativo (ADT) em seu desenvolvimento.  Liderada pelo vice-designer geral de projeto estrutural, Sr. Feng Jun (冯军), a tentativa inicial de implementar o ADT na verdade falhou após dois meses gastos na aplicação na seção do nariz. Foi somente após a segunda tentativa, que levou mais três meses na aplicação nas asas, que o ADT se tornou bem-sucedido.  A adaptação do ADT encurtou bastante o tempo de desenvolvimento em pelo menos oito meses, e a modificação do projeto da asa que anteriormente levava uma semana foi reduzida para meio dia. [carece de fontes?]
A carga é carregada através de uma grande rampa traseira que acomoda o material circulante. O Y-20 incorpora uma asa de ombro , cauda em T , conjunto de carga traseira e trem de pouso retrátil para serviço pesado, é composto por três fileiras, com um par de rodas para cada fileira, totalizando seis rodas para cada lado. O teste estrutural foi concluído em 194 dias, em oposição aos 300 dias originalmente planejados, graças ao desenvolvimento e aplicação bem-sucedidos de um sistema automatizado de análise de resistência estrutural.  Em comparação, trabalho semelhante para o Xian JH-7 levou um ano.  De acordo com o vice-designer geral, a menor distância de decolagem do Y-20 é de 600 a 700 metros. O Y-20 incorpora um total de quatro LCD EFIS , e o desenvolvimento do EFIS para o Y-20 utiliza realidade virtual via visor montado no capacete.  Oito tipos de relés diferentes usados no Y-20 são desenvolvidos pela Guilin Aerospace Co., Ltd. uma subsidiária totalmente própria da China Tri-River Aerospace Group Co., Ltd. (中国三江航天集团) , que também é conhecida como a 9ª Academia da China Aerospace Science and Industry Corporation (CASIC). [carece de fontes?]
Foi relatado que o Y-20 começou os testes de solo em dezembro de 2012, incluindo testes de táxi na pista.  A aeronave fez seu voo inaugural com duração de uma hora em 26 de janeiro de 2013.  Durante o pouso no primeiro voo, foi relatado que o Y-20 protótipo saltou uma vez antes de finalmente se estabelecer na pista devido à alta velocidade de pouso.  Em dezembro de 2013, um novo protótipo Y-20 decolou. 
Em 6 de fevereiro de 2016, fotos do quinto protótipo (número de série 788) em voo apareceram em páginas militares chinesas. Outros protótipos conhecidos carregam os números de identificação 781, 783 e 785. Em 27 de janeiro de 2016, o ex-piloto de testes chinês, Xu Yongling, relatou em um artigo da Xinhua que funcionários da indústria de aviação chinesa afirmaram que o Y-20 "tinha concluído o desenvolvimento" no final de 2015. Em junho de 2016, as duas primeiras aeronaves Xian Y-20 foram entregues à Força Aérea do Exército de Libertação Popular (PLAAF).
O compartimento de carga de quatro metros de altura do Y-20 pode levantar até 66 toneladas e transportar até 2 tanques Tipo 15 ou 1 tanque Tipo 99A em uma distância de 7.800 km.

## Histórico Operacional
Em 2014, o Centro de Pesquisa Econômica da PLA National Defense University recomendou a compra de até 400 Y-20s, comparando as necessidades da PLAAF com as frotas de transporte aéreo existentes dos Estados Unidos e da Rússia.  Em junho de 2016, o Jane's informou que até 1.000 Y-20 estão sendo solicitados pelos militares chineses. 
Em 6 de julho de 2016, a primeira série Y-20 (número de série 11051) foi entregue à PLAAF em uma cerimônia.  A segunda aeronave numerada 11052 seguiu logo depois - foi designada para o 12º Regimento da 4ª Divisão de Transporte em Qionglai, Chengdu. 
Em 8 de maio de 2018, foi anunciado pelo porta-voz da PLAAF , Shen Jinke, que o Y-20 havia "recentemente conduzido seu primeiro treinamento de lançamento aéreo conjunto com as tropas aerotransportadas do país ".
A partir de novembro de 2018, houve rumores sobre uma variante de reabastecimento aéreo do Y-20.  É muito apreciado pela Força Aérea do Exército Popular de Libertação porque o maior avião de reabastecimento aéreo feito no país é o HY (Hong You, que significa "Bombardeiro / Tanque de Combustível")-6, cuja capacidade é limitada. 
Em 13 de fevereiro de 2020, o Y-20 fazia parte de uma frota usada para entregar suprimentos e pessoal a Wuhan. A operação fez parte de um esforço para mitigar o que se tornou a pandemia de COVID-19 . Uma frota de 11 aeronaves foi usada para entregar 2.600 médicos militares a Wuhan. A frota da Força Aérea do Exército Popular de Libertação de 11 aeronaves consiste em 6 aeronaves de transporte Y-20, 3 Il-76 e 2 Y-9. 
Em 27 de janeiro de 2022, duas aeronaves Y-20 chegaram a Tonga depois de viajar mais de 10.000 quilômetros de Guangzhou Baiyun , entregando 33 toneladas de suprimentos, incluindo alimentos, água fresca, purificadores de água e barracas devido à erupção Hunga Tonga–Hunga Ha'apai de 2022 e do tsunami .
Em 9 de abril de 2022, seis aeronaves Y-20 pousaram no Aeroporto Nikola Tesla de Belgrado, na Sérvia, supostamente entregando um carregamento de sistemas de mísseis terra-ar FK-3 .

## Variantes
Y-20A
Variante base, com motores Soloviev D-30KP-2
Y-20B
Variante com motores WS-20
Y-20U - Reabastecimento Aéreo
Variante de tanque aéreo em desenvolvimento. Planejado para poder transportar cerca de 90 toneladas de combustível, semelhante ao Il-78 .
Y-20 AEW
Variante de alerta e controle aéreo em desenvolvimento.

## Usuarios
China
- Força Aérea do Exército Popular de Libertação - 22≅ em serviço a partir de 2021

## Especificações (Y-20A, estimado)
- Tripulação: 3
- Capacidade: 55.000 kg (121.254 lb)
- Comprimento: 47 m (154 pés 2 pol)
- Envergadura: 50 m (164 pés 1 pol)
- Peso vazio: 100.000 kg (220.462 lb)
- Peso máximo de decolagem: 180.000 kg (396.832 lb)
- Motor: 4 × Soloviev D-30KP-2 ( WS-20 planejado) motores turbofan

atuação
- Velocidade máxima: Mach 0,75
- Alcance: 7.800 km (4.800 mi, 4.200 nmi) com 2 tanques Tipo 15
- Teto de serviço: 13.000 m (43.000 pés)
- Carga da asa: 710 kg/m 2 (150 lb/sq ft)